# Albert Bernhard Frank

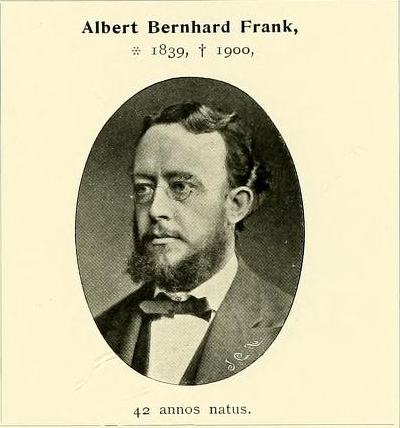
Albert Bernhard Frank.

Albert Bernhard Frank, född den 17 januari 1839 i Dresden, död den 27 september 1900 i Berlin, var en tysk botanist.
Frank blev privatdocent i botanik i Leipzig 1865, professor i växtfysiologi vid lantbruksakademin i Berlin 1881 och 1899 föreståndare för växtfysiologiska avdelningen i Reichsgesundheitsamt. 
Hans mest kända arbeten är Beiträge zur Pflanzenphysiologie (1868), Die Krankheiten der Pflanzen (1880; 2:a upplagan, i 3 band, 1894–1896), Ueber die Pilzsymbiose der Leguminosen (1890), Lehrbuch der Pflanzenphysiologie (1890; 2:a upplagan 1896) och Lehrbuch der Botanik (2 band, 1892–1893). 
Dessutom redigerade han 2:a och 3:e upplagorna av den på sin tid mycket använda  Leunis "Synopsis der Pflanzenkunde" (3:e upplagan, i 3 band, 1883–1886) och var tillsammans med Luerssen från 1894 utgivare av tidskriften "Bibliotheca botanica". 1896 blev Frank ledamot av svenska lantbruksakademin.
Auktorsnamnet A.B.Frank kan användas för Albert Bernhard Frank i samband med ett vetenskapligt namn inom botaniken; se Wikipediaartiklar som länkar till auktorsnamnet.